# Just Jaeckin
Just Jaeckin (Vichy, 8 de agosto de 1940 - Saint-Malo, 6 de septiembre de 2022) fue un director de cine, pintor y escultor francés, que como director de cine estuvo dedicado principalmente al cine erótico.

## Temática y estética
Propuso un cine esteticista basado en idénticas premisas formales tomando el erotismo como tema central. El tratamiento de la fotografía, con unos filtros vaporosos en sus dos primeros largos, pronto le llevó a experimentar con técnicas más feístas, aunque su deuda con David Hamilton queda patente sobre todo en Historia de O. La recepción crítica de sus películas nunca pasó de discreta, y buena parte de la prensa especializada condenó su estética coyuntural y afectada, pero el público respondió bien a sus productos.

## Filmografía
- Emmanuelle (1974)
- Historia de O (1975)
- Girls (1980)
- El amante de Lady Chatterley (1981)
- Gwendoline (1984)